# Levon Ter-Petrosián
Levón Ter-Petrosián (en armenio: Լևոն Տեր-Պետրոսյան, Alepo, Siria; 9 de enero de 1945) es un político armenio. Fue presidente de Armenia desde 1991 hasta 1998.

## Primeros años de vida
Ter-Petrosián nació en la ciudad siria de Alepo, en el seno de una de varias familias que sobrevivieron al genocidio armenio. Emigró a la Armenia soviética en 1946. 
En 1968, Ter-Petrosián se graduó del Departamento de Estudios Orientales de la Universidad Estatal de Ereván. En 1972 completó su postgrado en la Universidad Estatal de Leningrado. En 1987 recibió su doctorado de la misma universidad. Entre 1972 y 1978, Ter-Petrosián trabajó como un investigador júnior en el Instituto de Literatura Armenio. Entre 1978 y 1985 mantuvo el puesto de secretario de ciencias en Matenadaran. Desde 1985, Ter-Petrosián ha trabajado en Matenadaran como investigador.
Se casó con Liudmila Ter-Petrosián, con quien tiene un hijo, David Ter-Petrosián, y 3 nietos.
Ter-Petrosián sabe hablar fluidamente armenio, asirio, ruso, francés, inglés, alemán, árabe y algunos idiomas extintos. Es autor de más de 70 publicaciones académicas en armenio, ruso y francés. También es miembro de la Unión de Escritores de Armenia, de la Sociedad Franco-Asiática, Academia Mejitaria de Venecia y posee una serie de doctorados "honoris causa" entre los que destacan los de la Universidad de la Verne, la Universidad de Sofía, la Universidad de París y la Universidad de Estrasburgo.
La carrera política de Ter-Petrosián empezó en la década de 1960. En 1966, fue arrestado por su participación activa en una manifestación del 24 de abril. En febrero de 1988 comenzó a dirigir el Comité Karabaj de Matenadarán. En mayo del mismo año empezó a relacionarse con el Comité Armenio del Movimiento Karabaj. Desde el 10 de diciembre de 1988 hasta el 31 de mayo de 1989 estuvo bajo arresto en Matrosskaya Tishina junto con otros miembros del Comité Karabaj.
En 1989, Ter-Petrosián fue elegido miembro de la Junta del Movimiento Nacional Pan-Armenio. Después, fue presidente de la junta. El 27 de agosto de 1989, fue elegido como un diputado al Sóviet Supremo de la RSS de Armenia. Fue reelecto como diputado el 20 de mayo de 1990. El 4 de agosto del mismo año, se convirtió en presidente del Consejo Supremo de la República de Armenia.

## Presidencia
Ter-Petrosián fue el primer presidente electo popularmente de la recién independizada Armenia el 16 de octubre de 1991 y reelegido el 22 de septiembre de 1996. Se consideró su reelección como un fraude electoral por la oposición y por varios observadores internacionales. Su popularidad disminuyó más a medida que la oposición comenzó a culparlo de la crisis económica en la que la economía de la Armenia postsoviética estaba inmersa. También era impopular entre un partido en particular: la Federación Revolucionaria Armenia, la cual ilegalizó y encarceló a su líder, debido a que el partido tuvo un liderazgo basado en el extranjero, algo que no estaba permitido en relación con la Constitución de Armenia.

## Renuncia
Fue obligado a renunciar en febrero de 1998 después de apoyar la ocupación en el conflicto del Alto Karabaj, en donde muchos armenios consideraron que debilitaría su seguridad. Los ministros más importantes de Ter-Petrosián, dirigidos por el primer ministro de ese entonces, Robert Kocharián, rechazaron aceptar un plan de paz para Karabaj junto con los mediadores internacionales en septiembre de 1997. El plan, aceptado por Ter-Petrosián y Azerbaiyán, pidió una solución "gradual" del conflicto que postergaría un acuerdo en el estado de Karabaj, el principal obstáculo. Tal acuerdo era para autorizar el retorno de la mayoría de los territorios azeríes controlados por Armenia alrededor de Karabaj y el levantamiento del bloqueo de Azerbaiyán y Turquía contra Armenia.

## Retorno a la política
Desde su renuncia, Ter-Petrosián raramente aparecía en público y evitó contacto con la prensa, a pesar de que había especulaciones de que el iba a postular para la presidencia de Armenia en las elecciones generales en febrero del 2003. Sin embargo, se dedicó a la investigación científica. Entre 2005 y 2007, Ter-Petrosián publicó dos volúmenes de su investigación histórico-política Los cruzados y armenios.
El 21 de septiembre de 2007, dio su primera declaración pública después de 10 años en un evento en Ereván por el 16.º aniversario de la declaración de independendia de Armenia. En su discurso, criticó fuertemente a Kocharián. Posteriormente, Ter-Petrosián oficialmente anunció su cantidatura en las elecciones presidenciales del 2008 en un descurso en esa misma ciudad el 26 de octubre. Acusó al gobierno de Kocharián de corrupción masiva, inculpándolo en el robo de «al menos 3 a 4 mil millones de dólares» durante los 5 años de gobierno. Él fue crítico de las demandas del gobierno del crecimiento de una economía fuerte y argumentó que Kocharián y su primer ministro, Serzh Sargsián, tuvieron que aceptar una solución al problema del Alto Karabaj que fue la misma solución que él mismo propuso 10 años atrás. Un grupo de partidos de oposición lo empezaron a apoyar desde su retorno a la vida política, incluyendo el Partida Popular de Armenia, liderado por Stepan Demirchián, el Partido Republicano Armenio liderado por Aram Sargsián, el Partido Socialdemócrata Hunchaco, el movimiento "Azadakrum" por Jirair Sefilián, el partido Nuevos Tiempos y el Partido Patrimonio, liderado por Raffi Hovannisián.

### Protestas
Los resultados finales de las elecciones, que tuvieron lugar el 19 de febrero de 2008, oficialmente mostró a Ter-Petrosián en segundo lugar con el 21.5% de los votos. Cuando él y sus simpatizantes acusaron al gobierno de falsificar las elecciones y se proclamaron ganadores; empezando el 20 de febrero, el dejó pasar las protestas llamando a decenas de miles de sus seguidores a las calles en Ereván.
En la mañana del 1 de marzo, al reportarse evidencia de armas de fuego, las autoridades intentaron inspeccionar las tiendas de los manifestantes. La policía dispersó violentamente a cientos de manifestantes acampando en las calles. Ter-Petrosián fue puesto bajo arresto domiciliario, al no ser permitido dejar su casa, aunque después las autoridades rechazaron las acusaciones. Unas horas después, decenas de miles de manifestantes se agruparon en la plaza Miasnikián para protestar contra la acción tomada por el gobierno. La policía, abrumada por el tamaño de la muchedumbre, se retiró. Se impuso un estado de emergencia por el presidente Kocharián a las 17 horas, que permitió desplegar militares por toda la capital. En la noche, algunos pocos de miles de manifestantes se atrincheraron usando buses municipales. Como resultado de los enfrentamientos con la policía, diez personas murieron.
En el 2011, Ter-Petrosián tomó otra vez el liderazgo en las protestas en Armenia que empezaron con las manifestaciones de la Primavera Árabe. Como líder del bloque opositor del Congreso Nacional Armenio, formada 2 años antes del estallido de las protestas, Ter-Petrosián acusó al presidente Serzh Sargsián, elegido en las disputadas elecciones del 2008, de ser ilegítimo e hizo un llamado para la liberación de los presos políticos, la renuncia del gobierno, y una completa investigación dentro de la violencia que mató a diez de sus simpatizantes en el 2008.

### Elecciones parlamentarias del 2012
Levón Ter-Petrosián dejó el Congreso Nacional Armenio durante las elecciones parlamentarias del 2012.

## Filmografía
- 2002: El manuscrito de la independencia (Matián Ankajutián) (Մատյան Անկախության), un documental, que fue dedicado al 10.º aniversario de la independencia de Armenia (1991-2001). Director - Levon Mkrtchián.